# 自己生成加圧
自己生成加圧 (英 ː Autogenous pressurization ) とは、圧送式サイクルに用いられる手法の一つ。かつて一般的な圧送式サイクルでは専用のタンクに収められた液体ヘリウムなどを沸騰させ生じたガスで燃料を押し出していたが、自動生成加圧では燃料そのものを熱交換器で沸騰させ生じたガスで押し出す。

## 利点
- 加圧タンク、加圧ガス（ヘリウムなど）の省略、簡略化
- 加圧ガスの燃料への混入を防止　加圧にヘリウムを使う場合、溶存ガスとなりこれが燃焼室で気泡となる際振動を生じることがある[3]。
- 燃料と酸化剤システムを独立、加圧タンクを通じた故障経路を排除

## 採用例
- スペースシャトル 外部燃料タンク[4]
- SLS[5]
- スターシップ[6]
- ニューグレン[7]
- ロケット・ラボ　ニュートロン[8]